# Хопштетен-Вајерсбах
Хопштетен-Вајерсбах (њем. Hoppstädten-Weiersbach) општина је у њемачкој савезној држави Рајна-Палатинат. Једно је од 96 општинских средишта округа Биркенфелд. Према процјени из 2010. у општини је живјело 2.768 становника. Посједује регионалну шифру (AGS) 7134042.

## Географски и демографски подаци
Хопштетен-Вајерсбах се налази у савезној држави Рајна-Палатинат у округу Биркенфелд. Општина се налази на надморској висини од 374 метра. Површина општине износи 17,9 km². У самом мјесту је, према процјени из 2010. године, живјело 2.768 становника. Просјечна густина становништва износи 155 становника/km².